# Aida Muluneh
Aida Muluneh, née en 1974, est une photographe éthiopienne et une artiste contemporaine.
Elle a fondé également le premier festival consacré à la photographie en Afrique de l'Est, Addis Foto Fest (AFF).

## Biographie
Sa famille est originaire des hauts-plateaux et des vallées rurales du Wello. Elle quitte l’Éthiopie à l’âge de cinq ans.
Elle séjourne en Europe, au Yémen puis au Canada. C’est à Calgary, au lycée, qu’elle se passionne pour la photographie. Elle sort diplômée de l'université Howard en 2001.
Elle travaille comme freelance, notamment pour The Washington Post, et fonde également une organisation non-gouvernementale pour la formation artistique en Afrique, DESTA (Developing and Educating Societies Through the Arts),. Son travail est remarqué aux États-Unis, et est présenté notamment au musée national d'art africain à Washington.
En 2007, elle reçoit le Prix de l'Union européenne aux Rencontres africaines de la photographie, à Bamako, au Mali, et revient, cette même année, s'installer en Éthiopie.
En 2009, elle publie Past forward, un recueil de photographies où elle livre un regard personnel sur la vie et la culture éthiopienne.
En 2010, elle est la lauréate du prix international de photographie du Centro di Ricerca e Archiviazione della Fotografia (CRAF) à Spilimbergo, en Italie.
Elle devient la directrice du Musée d'art moderne/Gebre Kristos Desta Center situé à l'université d'Addis-Abeba.
Elle est également la fondatrice, la directrice et conservatrice du premier festival international  en Afrique de l'Est, Addis Foto Fest, en 2010, une biennale.

## Travaux
Elle conserve une préférence pour la photographie analogique : « Dans ce monde numérique, je pense que chaque photographe doit se salir les mains dans la chambre noire ».
Mais elle pratique également la couleur comme pour l’œuvre sélectionnée pour l'affiche de l'exposition itinérante The Divine Comedy.

### Publication
- Une illusion sophistiquée (avec l'écrivain et critique d’art Simon Njami), 2009.

## Principales expositions

### Expositions personnelles
- 2011 Ethiopia Past/forward - Christiansand Kunstforening, Christianssand

### Expositions collectives
- 2018 : Being: New Photography, Moma, New-York, États-Unis.
- 2015 : Lumières d’Afrique, Théâtre national de Chaillot, Paris, France[9]
- 2015 : The Divine Comedy - Heaven, Purgatory And Hell Revisited By Contemporary African Artists, SCAD Museum of Art, Savannah, Géorgie, États-Unis.
- 2014 : The Divine Comedy - Heaven, Purgatory And Hell Revisited By Contemporary African Artists, Museum für Moderne Kunst (MMK), Francfort-sur-le-Main, Allemagne.
- 2010 : Always Moving Forward, Gallery 44 Centre for Contemporary Photography, Toronto, Canada.
- 2009 : Spot On… Bamako - Vii. Rencontres africaines de la photographie, ifa-Galerie Stuttgart, Stuttgart, Allemagne.
- 2008 : Spot on..., ifa-Galerie Berlin, Berlin, Allemagne.
- 2006 : Body of Evidence (Selections from the Contemporary African Art Collection), National Museum of African Art, Washington, États-Unis.
- 2005 : 8th International Open - Woman Made Gallery, Chicago, États-Unis.
- 2003 : Ethiopian Passages - Dialogues in the Diaspora, National Museum of African Art, Washington, États-Unis[10].